# 대덕산성
대덕산성(大德山城)은 대구광역시 남구 대명동, 앞산에 있는 통일신라의 산성이다. 1988년 5월 30일 대구광역시의 기념물 제7호로 지정되었다.

## 개요
대덕산성은 대구광역시 남구 대명동에 있는 대덕산 정상에서 북쪽의 안지랭이 계곡을 감싸며 쌓은 포곡식 산성으로 ‘앞산산성 ’이라고도 부른다. 포곡식 산성은 성곽이 하나 또는 여러 개의 계곡을 감싸고 축성된 것으로, 장기간 전투에 사용하기 위해 쌓은 성을 말한다.
옛 기록에 의하면 성불산의 옛 성이 수성현에 있었으나, 지금은 산의 능선과 비탈부근에 깬 돌로 성을 쌓은 흔적만이 남아 있다. 성의 둘레는 3,051척이라고 기록되어 있는데, 그 범위는 약 3km에 달한다.
자연 암벽을 최대한으로 이용한 산성으로 성 안에서 발견된 옛 그릇조각과 기와조각으로 보아, 통일신라에서 고려시대까지 사용된 것으로 보인다.

## 같이 보기
- 앞산

## 참고 자료
- 대덕산성 - 국가유산청 국가유산포털